# 휘발성 메모리
휘발성 메모리(volatile memory)는 지속적인 전력 공급을 요구하지 않는 비휘발성 메모리와는 달리 저장된 정보를 유지하기 위해 전기를 요구하는 컴퓨터 메모리를 가리킨다. 임시 메모리라고도 한다.
동적 램(DRAM), 정적 램(SRAM)을 포함하여 일반 목적의 랜덤 액세스 메모리(RAM)의 대부분은 휘발성이다.

## 종류
휘발성 RAM에는 동적 램과 정적 램의 두 가지 종류가 있다. 두 유형 모두 데이터를 유지하기 위해 지속적인 전류가 필요하지만 두 유형 간에는 몇 가지 중요한 차이점이 있다.
DRAM(Dynamic RAM)은 비용 효율성으로 인해 매우 인기가 높다. DRAM은 각 정보 비트를 집적 회로 내의 서로 다른 커패시터에 저장한다. DRAM 칩에는 각 정보 비트를 저장하는 데 단 하나의 단일 커패시터와 하나의 트랜지스터만 필요하다. 그래서 공간 효율적이고 저렴하다.
SRAM(Static RAM)의 가장 큰 장점은 동적 RAM보다 속도가 훨씬 빠르다는 것이다. 단점은 가격이 높다는 것이다. SRAM은 지속적인 전기적 새로 고침이 필요하지 않지만 전압 차이를 유지하려면 일정한 전류가 필요하다. 정적 RAM 칩의 모든 단일 비트에는 6개의 트랜지스터 셀이 필요한 반면 동적 RAM에는 커패시터 1개와 트랜지스터 1개만 필요하다. 결과적으로 SRAM은 DRAM 제품군의 저장 기능을 수행할 수 없다. SRAM은 일반적으로 CPU 캐시, 프로세서 레지스터 및 네트워킹 장치로 사용된다.

## 같이 보기
- 비휘발성 메모리